# Chiesa delle Sante Lucia e Rosa da Lima (Taleggio)
La chiesa delle Sante Lucia e Rosa da Lima è il principale luogo di culto cattolico del Borgo Santa Rosa, contrada di Taleggio in provincia e diocesi di Bergamo. La chiesa è sussidiaria della parrocchia di San Giovanni Battista in Sottochiesa, appartenente al vicariato di San Giovanni Bianco-Sottochiesa, nella comunità ecclesiale territoriale Valle Brembana.

## Storia
La chiesa venne eretta come cappella ad uso privato nel 1680 da Davide Salvioni Biava, membro appartenente all'omonima famiglia di ricchi benefattori del paese durante il XVIII e il XIX secolo. Per l'occasione l'altare venne abbellito da una pala d'altare raffigurante le Sante titolari dell'edificio, attribuita a Carlo Ceresa, probabilmente una delle sue ultime opere, a causa della dipartita del pittore nel 1679. Posta di fronte all'edificio, è ancora presente l'antica dimora dei proprietari nel piccolo borgo. Durante i primi anni dopo la sua costruzione, la chiesa fu utilizzata dal seminarino della Arcidiocesi di Milano, posto nelle vicinanze dell'edificio. Si narra che in passato esisteva una passerella di legno che collegava la chiesa alla struttura, evitando che gli aspiranti seminaristi passassero per le strade del borgo. Durante il XVIII secolo la chiesa fu data ingestione ad una nobildonna milanese la quale, in seguito alla morte del marito dovette rinunciare all'impegno per mancanza di fondi necessari al sostentamento della struttura. Nel 1998 fu ricostruita la mensa dell'altare maggiore e decorata a motivi geometrici con marmi policromi dipinti.

## Descrizione

### Esterno
La struttura, con orientamento liturgico e un cortile lastricato di ciottoli all'ingresso, mostra la sua facciata caratterizzata da un basamento in intonaco cementizio, un portale in pietra e una finestra semicircolare con una grata a raggi. In cima al portale principale è visibile lo stemma della famiglia Salvioni, che ha commissionato la costruzione dell'edificio. Sul lato sinistro si erge il campanile a vela, che ospita una piccola campana fusa nel 1948 dal fonditore bergamasco Angelo Ottolina. Il tetto è realizzato con falde di ardesia.

### Interno
L'interno si caratterizza per una navata unica, divisa in due sezioni da due lesene che sostengono il cornicione. La volta è a botte lunettata. Nella seconda sezione, due finestre strombate illuminano l'ambiente. Gli stucchi decorativi con motivi floreali adornano l'arco trionfale. Il presbiterio, più stretto della navata principale, presenta una volta a botte lunettata. Una finestra occupa parte della parete a destra, accanto alla lunetta. L'altare, realizzato in muratura, è arricchito da un tabernacolo scolpito e colorato in legno. Sopra di esso, un'ancona in stucco ospita un dipinto attribuito a Carlo Ceresa raffigurante Santa Lucia e Santa Rosa. L'accesso alla sagrestia si trova sulla sinistra dell'altare.